# Gradska zajednica općina
Gradska zajednica općina oblik je lokalne samoupravne jedinice u SFRJ koju su kao upravnu strukturu imali samo "veliki gradovi", svi osim Splita glavni gradovi republika i pokrajine, a ukupno je ovaj status imalo osam gradova. Ovakav oblik organizacije lokalne uprave velikih gradova omogućen je ustavnim promjenama SFRJ iz 1974., a u Hrvatskoj ga u praksi primjenjuju Split i Zagreb od 1982. godine.

## Gradske zajednice općina
U bivšoj SFR Jugoslaviji postojalo je 8 gradskih zajednica općina:
- Beograd
- Ljubljana
- Maribor
- Novi Sad
- Sarajevo
- Skopje
- Split
- Zagreb

Iako se vrlo vjerojatno nisu nazivale gradskim zajednicama općina u cijeloj bivšoj SFRJ. U Sloveniji naziv je bio - mestna skupnost občina, dok se u Makedoniji, vjerojatno samo ne službeno, Skopje s ostalim općinama gradske zajednice zvalo Veliko Skopje. Jedino Crna Gora i Kosovo nisu imale nijednu gradsku zajednicu općina. U SR Hrvatskoj gradske zajednice općina udruživale su se s obližnjim općinama u zajednice općina (ZO Zagrebačkog područja, ZO Dalmacije).